# أوستين كلايبول
أوستين كلايبول هو سياسي كندي، ولد في 13 أبريل 1887 في مونسي في الولايات المتحدة، وتوفي في 4 يونيو 1956. نشط حزبياً في إتحاد مزارعي ألبرتا ‏ والحزب الليبرالي الكندي. وقد انتخب عضو الجمعية التشريعية في ألبرتا ‏.